# La scatola
La scatola è un album del gruppo musicale italiano Cattivi Pensieri, pubblicato dall'etichetta discografica EMI nel 1997.

## L'album
Il brano Quello che sento viene presentato al Festival di Sanremo, nella sezione "Campioni".
Questo album rimane l'ultimo pubblicato dal gruppo prima dello scioglimento.

## Tracce

### Lato A
1. Inconquistabile
2. Abitudine
3. Sono come te
4. Sunday Mondays
5. L'amore si fa in 2
6. Quello che sento
7. Ancora io ancora tu
8. Tic... tac
9. Chiedimi scusa
10. Sbaglio
11. Inconquistabile 80's